# Портрет Андрея Ивановича Гудовича
«Портрет Андрея Ивановича Гудовича» — картина Джорджа Доу и его мастерской из Военной галереи Зимнего дворца.
Картина представляет собой погрудный портрет генерал-майора графа Андрея Ивановича Гудовича из состава Военной галереи Зимнего дворца.
С начала Отечественной войны 1812 года полковник Гудович был шефом Орденского кирасирского полка, был тяжело ранен в Шевардинском бою и за отличие произведён в генерал-майоры. Вернулся в строй в разгар Заграничных походов 1813—1814 годов и сражался в Пруссии и Саксонии.
Изображён в генеральском мундире, введённом для кавалерийских генералов 6 апреля 1814 года. Справа на груди кресты орденов Св. Георгия 4-го класса и Св. Владимира 4-й степени, серебряная медаль «В память Отечественной войны 1812 года» на Андреевской ленте и бронзовая дворянская медаль «В память Отечественной войны 1812 года» на Владимирской ленте. Подпись на раме: Графъ А. И. Гудовичъ, Генералъ Маiоръ.
7 августа 1820 года Комитетом Главного штаба по аттестации граф Гудович был включён в список «генералов, заслуживающих быть написанными в галерею» и 19 мая 1822 года император Александр I приказал написать его портрет. 26 февраля 1823 года Гудович писал в Инспекторский департамент Военного министерства: «По причине моих частых поездок получил я только оный (пакет из Инспекторского департамента) в Одессе. Теперь же, прибыв в Москву, желал я, по приглашению вашему ехать в Санкт-Петербург для снятия с себя портрета, но здоровье моё не позволило того сделать, и я принуждённым нашёлся списать свой портрет здесь, который и посылаю через полковника Залесского к г. Даву для снятия с оного копии». Гонорар Доу был выплачен 25 апреля 1823 года и 29 декабря 1824 года. Готовый портрет был принят в Эрмитаж 7 сентября 1825 года. Современное местонахождение портрета-прототипа неизвестно.
В. К. Макаров счёл этот портрет совершенно лишённым сходства с типичными работами Доу. Хранитель британской живописи в Эрмитаже Е. П. Ренне поддержала его мнение.